# Tổng tuyển cử Vương quốc Liên hiệp Anh và Bắc Ireland 2017
Tổng tuyển cử Vương quốc Liên hiệp Anh và Bắc Ireland 2017 diễn ra vào ngày 8 tháng 6 năm 2017. Mỗi một trong số 650 khu vực bầu cử đã bầu một Nghị sĩ Viện Thứ dân hay Hạ viện. Phù hợp với Đạo luật Nghị viện vào năm 2011, một cuộc bầu cử đã không đến hạn cho đến ngày 7 tháng 5 năm 2020, nhưng Thủ tướng Theresa May đã kêu gọi một cuộc bầu cử nhanh chóng, và đã nhận được 2/3 số phiếu - mức cần thiết trong cuộc bỏ phiếu 522/13 ở Hạ viện vào ngày 19 tháng 4 năm 2017. Đảng Bảo thủ, vốn điều hành đất nước từ năm 2015 (và là một đối tác cao cấp từ năm 2010), đang có lợi thế đa số nhiều hơn 12 người chống lại Đảng Lao động, đảng đối lập chính thức, dẫn đầu bởi Jeremy Corbyn. May đã hy vọng sẽ nhận được đa số lớn hơn cho đảng Bảo thủ để "tăng cường quyền lực của mình trong các cuộc đàm phán Brexit".
Một số cuộc thăm dò ý kiến đã cho thấy đảng Bảo thủ dẫn trước Công đảng 20 điểm trước khi cuộc bầu cử được triệu tập, nhưng khoảng cách này đã thu hẹp lại vào thời điểm bầu cử. Thực tế, Đảng Bảo thủ đã mất đa số trong nghị viện và cuộc bầu cử đã dẫn đến một quốc hội bị treo. Kết quả là Đảng Bảo thủ đã đàm phán với Đảng Liên minh Dân chủ (DUP) của Bắc Ailen, có 10 ghế có thể cho phép thank lập một chính phủ bảo thủ thiểu số với sự hỗ trợ của DUP.
Mặc dù vẫn tiếp tục chống đối cuộc bầu cử lần thứ ba liên tiếp, Bộ Lao động đã chứng kiến phần lớn phiếu bầu phổ biến nhất kể từ năm 2001, và đó là cuộc bầu cử đầu tiên từ năm 1997 cho thấy đảng này có được lợi ích ròng. Ngược lại, mặc dù đa số mất đi, Đảng Bảo thủ đã giành được số phiếu bầu cao nhất kể từ năm 1983. Điều này thể hiện một bước tiến hướng tới nền chính trị hai bên trong nước.
Đảng lớn thứ ba, đảng Dân tộc Scotland, đã giành được 56 trong số 59 khu vực bầu cử của Scotland vào năm 2015 nhưng đã trở lại với 21 ghế ít hơn. Mười hai trong số những ghế này dành cho Đảng Bảo thủ, trong sự đảo ngược xu hướng chung ở các vùng khác của Anh. Nó được gợi ý là một phần của lý do là phản đối lại sự độc lập của người Scotland. Đảng Dân chủ tự do đã giành được nhiều ghế của Đảng Bảo thủ và Đảng Dân tộc Scotland, tăng số ghế của họ. Tại Bắc Ireland, đảng Liên minh Dân chủ và Sinn Féin đã giành được thêm ghế, chiếm tất cả những chỗ giành được trong cuộc bầu cử gần đây bởi UUP và SDLP. Sự hỗ trợ cho Độc lập Vương quốc Anh, được hưởng một phần quan trọng trong cuộc bỏ phiếu phổ thông vào năm 2015, đã bị xóa sổ. 
Các vị trí đàm phán sau khi Anh Quốc triệu hồi Điều 50 Hiệp ước về Liên minh châu Âu vào tháng 3 năm 2017 để rời khỏi EU trong chiến dịch bầu cử, cũng như các vấn đề chính thường xuyên của nền kinh tế, giáo dục, việc làm và Dịch vụ Y tế Quốc gia. Sau hai cuộc tấn công khủng bố đáng kể vào ngày 22 tháng 5 và ngày 3 tháng 6, mỗi người đều theo sau một cuộc đình chiến ngắn, vận động tranh cử, an ninh quốc gia trở thành vấn đề bầu cử đặc biệt nổi bật.